# Lando Conti
Lando Conti (Firenze, 1º novembre 1933 – Firenze, 10 febbraio 1986) è stato un politico italiano, sindaco di Firenze dal 1984 al 1985, ucciso dalle Brigate Rosse.

## Biografia
Nacque a Firenze da Lisa Conti Riccioli e Mario Conti, imprenditore. Il nonno, Menotti Riccioli, era già stato vicesindaco di Firenze. Studiò al liceo classico Galileo di Firenze e si laureò in Giurisprudenza a Siena. Sposato due volte, ebbe quattro figli: Leonardo (1962), Lapo (1963), Lorenzo (1966) e Stefano (1975).
Entrò in giovane età nel Partito Repubblicano Italiano, di cui fu segretario provinciale, quindi consigliere comunale di opposizione e infine assessore nella giunta Bonsanti. A quest'ultimo succedette proprio Conti, sindaco di Firenze dal 26 marzo 1984 al 23 settembre 1985.
Fu iscritto all'Associazione Mazziniana Italiana, alla Fratellanza Artigiana d'Italia con sede a Firenze e alla Massoneria, essendo stato iniziato nella Loggia "Mazzoni N. 62" (Grande Oriente d'Italia) di Prato il 22 novembre 1957. Oggi una Loggia del GOI porta il suo nome: "Lando Conti N. 884". Nel 1959 si era trasferito nella loggia "La Concordia" N. 110 di Firenze e nel 1970 figura tra i fondatori della Loggia "Costantino Nigra" N. 714, sempre di Firenze. In seguito, passò alla loggia “Abramo Lincoln” che oggi è a lui intitolata. Nel 1974 fu Gran Cappellano dell'Arco Reale. Nel 2006 è stato proclamato Gran Maestro Onorario alla memoria.
Nel pomeriggio di lunedì 10 febbraio 1986, nella zona di Ponte alla Badia (dove oggi gli è stata intitolata una via), Conti fu assassinato con diciassette colpi di pistola mentre era nella sua Opel Corsa, con cui si stava recando in consiglio comunale. Nella stessa serata, con una telefonata anonima a un giornale milanese, le Brigate Rosse - Partito Comunista Combattente rivendicarono l'attentato: era malvisto dai terroristi per la sua vicinanza a Giovanni Spadolini e per l'attività di famiglia, che si occupava di produrre sistemi radar.
È sepolto al Cimitero di Trespiano.

## Riconoscimenti
- A Firenze gli sarà dedicata l'area di circolazione davanti al tribunale, compresa tra via Carlomagno, via della Torre degli Agli e viale Guidoni. Lo ha deciso il 28 gennaio 2020 la giunta, approvando l’apposita delibera presentata dalla vicesindaca e assessora alla toponomastica Cristina Giachi[5].